# Samuel Sentini
Samuel Doldwin Sentini Baynes (La Ceiba, 1948 - Comayagua, 29 de diciembre de 2014) fue un futbolista hondureño que jugaba en la demarcación de portero.

## Biografía
Tras ser piloto de avionetas, en 1968 dedicó su carrera a ser futbolista. Debutó con el Atlético Indio, donde permaneció dos años, y se formó como futbolista, hasta que, en 1970, fue fichado por el CD Olimpia. Jugó en el club olimpista hasta 1976, llegando a ser el portero menos goleado en 1975.
En 1972, tras ganar la Liga Nacional de Fútbol de Honduras, se clasificó para jugar la Copa de Campeones de la Concacaf 1972, haciéndose finalmente con el título tras ganar al SV Robinhood de Surinam por 0-1.
Falleció el 29 de diciembre de 2014 en Comayagua a los 66 años de edad tras sufrir Alzheimer.

## Selección nacional
Sentini jugó para la selección nacional, disputando además un partido de clasificación para la Copa Mundial de Fútbol de 1974 contra Haití el 7 de diciembre de 1973, partido que finalizó con un resultado de 1-0 a favor del combinado haitiano.

## Clubes
| Club           | País     | Año         |
| -------------- | -------- | ----------- |
| Atlético Indio | Honduras | 1968 - 1970 |
| CD Olimpia     | Honduras | 1970 - 1976 |

## Palmarés

### Campeonatos nacionales
| Título                              | Club       | País     | Año  |
| ----------------------------------- | ---------- | -------- | ---- |
| Liga Nacional de Fútbol de Honduras | CD Olimpia | Honduras | 1972 |

### Campeonatos internacionales
| Título                           | Club       | País     | Año  |
| -------------------------------- | ---------- | -------- | ---- |
| Copa de Campeones de la Concacaf | CD Olimpia | Honduras | 1972 |

### Distinciones individuales
| Título                                                                      | Club       | País     | Año  |
| --------------------------------------------------------------------------- | ---------- | -------- | ---- |
| Portero menos goleado de la Liga Nacional de Fútbol Profesional de Honduras | CD Olimpia | Honduras | 1975 |